# Língua mori-atas
i
Mori Atas, também chamada Mori Superior ou Mori Ocidental, é uma língua Celébica  da família das Malaio-Polinésias A terra natal tradicional dos Mori Atas é o curso superior do rio Laa do centro das Celebes.

## Classificação
Mori Atas é classificado como membro do grupo de línguas Bungku-Tolak e compartilha suas afinidades mais próximas com a língua padoe.  Juntas, Mori Atas e a língua mori bawah são às vezes referidos coletivamente pelo termo " Mori".

## Dialetos
Mori Atas apresenta uma situação dialética complicada. Seguindo Esser, cinco dialetos podem ser considerados como principais.
- Molio’a
- Ulu’uwoi
- Tambee
- Molongkuni
- Impo

## Escrita
A língua usa o alfabeto latino sem as letras C, F, Q, V, X, Y, Z. Usam-se as formas Mb, Mp, Nd, Ns, Nt, Ng, Ngg, Ngk